# Cavalleria (storia romana)
La cavalleria romana (composta da cavalieri, ovvero equites in latino) era un corpo dell'esercito romano reclutato fin dai tempi di Romolo tra la cittadinanza romana, in seguito tra i socii latini e poi tra i provinciali (auxiliari).

## Storia ed evoluzione

### Prima età regia (753-616 a.C.)
Secondo la tradizione fu Romolo a creare il primo contingente militare della città di Roma: la legione romana. Questa era formato da 3.000 fanti e 300 cavalieri, scelti tra la popolazione.

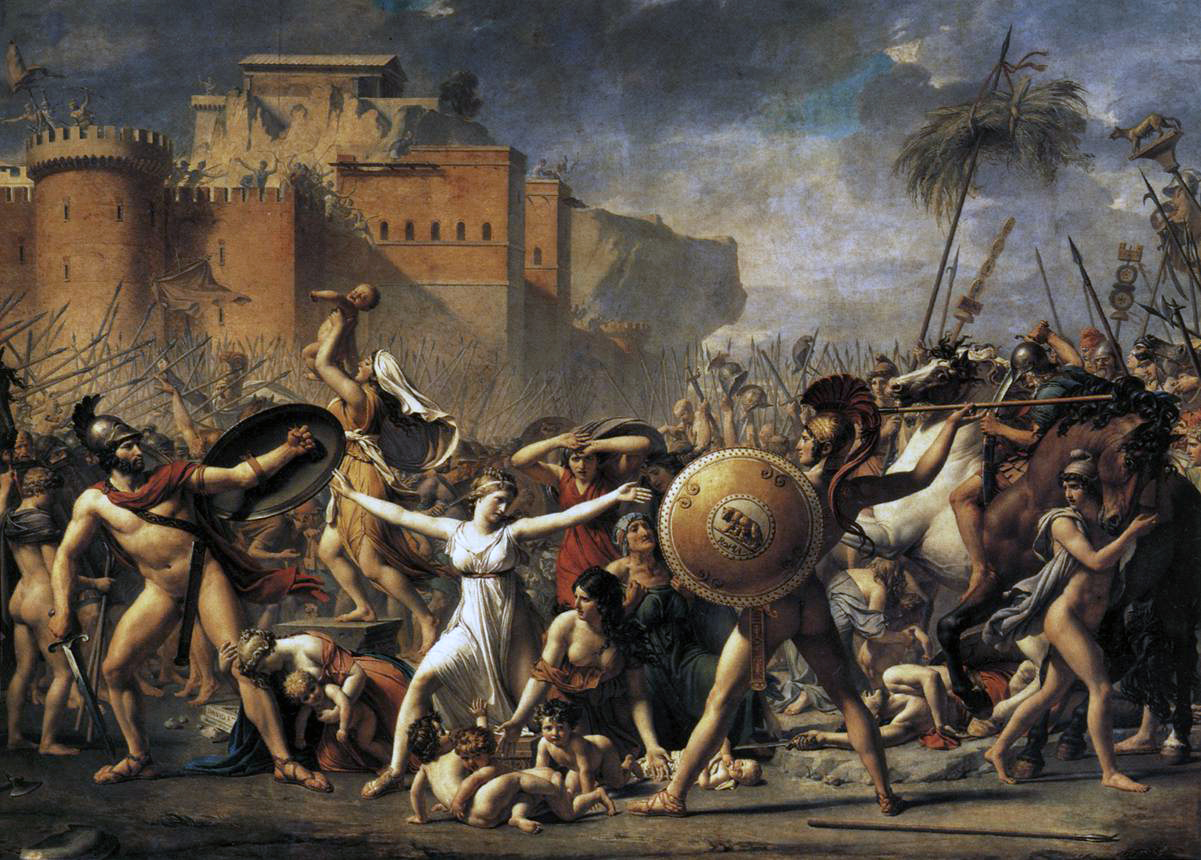
Romolo, primo re di Roma, e primo a costituire un esercito, qui nella leggendaria battaglia interrotta dalle Sabine (olio su tela di Jacques-Louis David, 1795-1798, Parigi, Musée du Louvre).

I 3.000 fanti (pedites) e 300 cavalieri (equites) erano arruolati dalle tre tribù che formavano la primitiva popolazione di Roma: i Tities, i Ramnes ed i Luceres. In epoca regia era formata da cittadini compresi tra i 17 ed i 46 anni, in grado di potersi permettere il costo dell'armamento. Come la prima classe (formata da 80 centurie di fanteria,), anche i cavalieri, dovevano disporre di un reddito di più di 100.000 assi. Il loro armamento consisteva in un elmo, uno scudo rotondo (clipeus) in bronzo, oltre ad una lancia leggera ed una spada. Secondo Polibio non avevano invece una corazza, bensì una semplice trabea, per cui era facile e comodo salire e scendere da cavallo, ma negli scontri correvano grossi rischi poiché combattevano praticamente nudi.
Nella disposizione tattica dell'esercito, la cavalleria era inserita ai lati della fanteria legionaria, ed i suoi squadroni erano alle dipendenze di un tribunus celerum, sotto il diretto comando dello stesso Rex.
Si racconta che sempre Romolo, quando la città quadrata si ingrandì e ai Romani si unirono i Sabini, decise di raddoppiare le sue truppe in 6000 fanti e 600 cavalieri. E da ultimo sembra che Romolo costituì una guardia personale di ulteriori trecento cavalieri chiamata Celeres (eliminata poi da Numa Pompilio), similmente a quanto fece oltre settecento anni più tardi Augusto con la creazione della guardia pretoriana a difesa del Princeps.

### I Tarquinii (616-509 a.C.)
Con l'occupazione di Roma da parte degli Etruschi, si narra che Tarquinio Prisco, quinto re di Roma, riformò la classe dei cavalieri. Egli decise, infatti, di raddoppiare il numero delle tribù fino ad allora in numero di tre: Ramnes, Tities e Luceres e di aggiungerne altre tre, a cui diede un differente denominazione. Queste ultime furono chiamate posteriores o sex suffragia, ed erano costituite da ulteriori 600 cavalieri. Questa riforma per il De Francisci potrebbe essere stata apportata da Tarquinio Prisco o dal successore Servio Tullio.
La riforma successiva apportata da Servio Tullio, oltre a coinvolgere la fanteria, riguardò anche la cavalleria, dove dispose di reclutare gli equites oltre alle precedenti 6 centurie dal fiore dell'aristocrazia cittadina (che potrebbero coincidere con quelle formate da Tarquinio Prisco e riconducibili ai sex suffragia), altre 12 centurie: per un totale 18 centurie. Secondo il De Francisci, la cavalleria venne organizzata non più in centuriae, ma in turmae.
Per l'acquisto dei cavalli l'erario stabilì, inoltre, lo stanziamento annuo di 10.000 assi a centuria, mentre sancì che fossero le donne non sposate a pagarne il mantenimento degli stessi con 2.000 assi annui a centuria. Tale costo fu più tardi trasferito alle classi più ricche.
In sostanza l'esercito serviano contava ora di 1.800 cavalieri e 17.000 fanti potenzialmente atti alle armi (suddivisi in 5 classi ed in 170 centurie) oltre ad alcune unità speciali per un totale di 193 centurie. Si trattava di 2 compagini legionarie, una utilizzata per difendere la città e l'altra per compiere campagne militari esterne.

### Prima età repubblicana (509-264 a.C.)

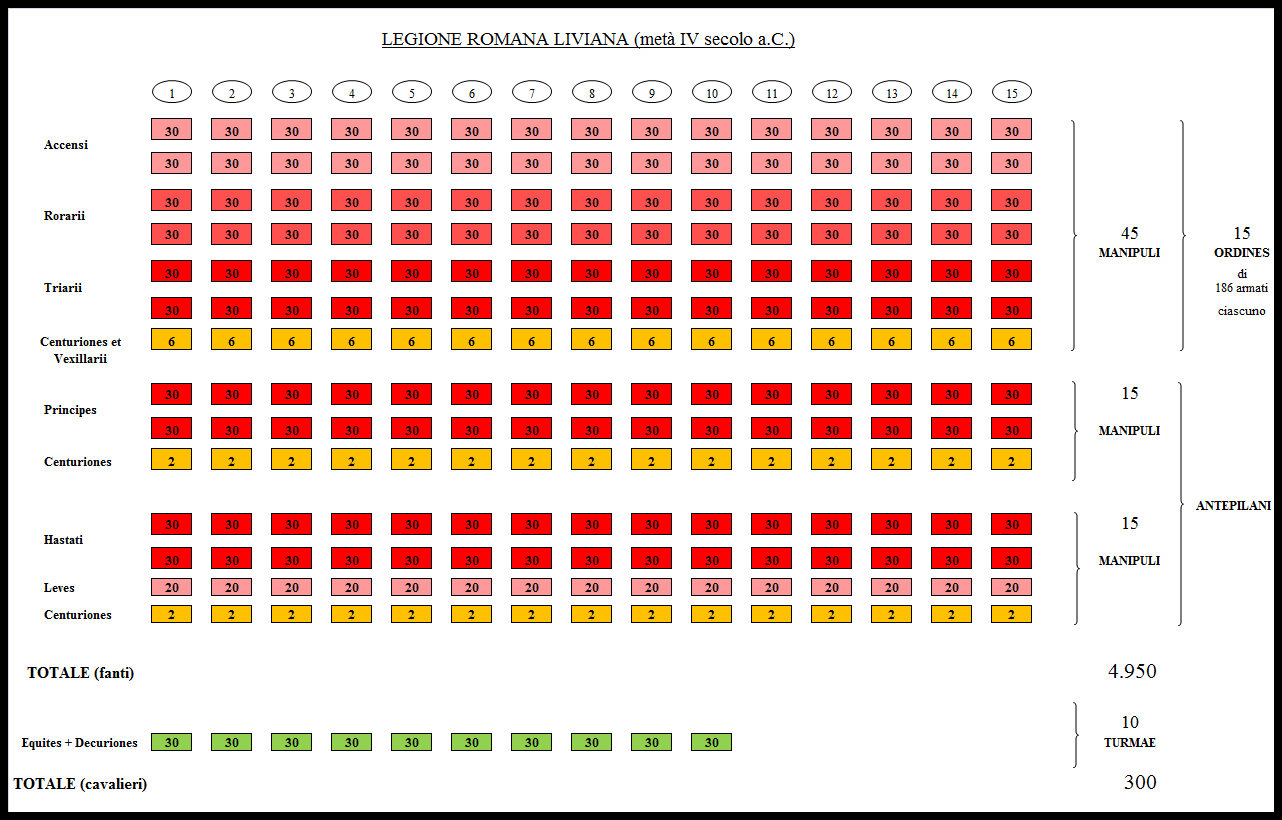
La legione manipolare liviana al tempo della guerra latina (340-338 a.C.).

Attorno alla metà del IV secolo a.C., durante la guerra latina, le legioni erano composte fino ad un massimo di 5.000 fanti e sempre 300 cavalieri. Polibio nel suo VI libro delle Storie descrive, inoltre, il fatto che almeno al principio della seconda guerra punica (218-202 a.C.) i cittadini romani erano obbligati a prestare servizio militare, entro il quarantaseiesimo anno di età, per almeno 10 anni i cavalieri e 16 anni per i fanti (o anche 20 in caso di pericolo straordinario).
La funzione tattica della cavalleria legionaria di epoca regia e di inizio Repubblica, si basava sulla mobilità e aveva compiti di avanguardia ed esplorazione, di scorta, nonché per azioni di disturbo o di inseguimento al termine della battaglia, o infine per spostarsi rapidamente sul campo di battaglia e prestare soccorso a reparti di fanteria in difficoltà. I cavalieri usavano briglie e morsi, ma le staffe e la sella erano sconosciuti: non è quindi ipotizzabile una cavalleria "da urto". Quei cavalieri che, nelle stele funerarie appaiono armati di lancia e spada, protetti da un elmo, magari con scudo e piastra pettorale, erano molto probabilmente una sorta di fanteria oplitica mobile. Tito Livio racconta che ancora nel 499 a.C., il dittatore Aulo Postumio Albo Regillense, ordinò ai cavalieri di scendere dai cavalli ed aiutarie la fanteria contro quella dei Latini in prima linea.
(Tito Livio, Ab Urbe condita libri, II, 20.)
Si trattava delle fasi conclusive della battaglia del lago Regillo. I cavalieri romani risalirono, infine, sui loro destrieri e si diedero ad inseguire i nemici in fuga. La fanteria tenne dietro. Venne conquistato il campo latino.

### Media età repubblicana (264-146 a.C.)
Ogni legione era formata da 4.200 fanti (portati fino a 5.000, in caso di massimo pericolo) e da 300 cavalieri. Questi ultimi erano divisi in dieci squadroni, a capo di ognuno dei quali erano posti tre comandanti. Il primo ufficiale comandava lo squadrone di trenta elementi, mentre gli altri due svolgevano la funzione di decadarchi, e tutti e tre erano chiamati decurioni. In caso di assenza del più alto in grado, gli succedeva il secondo e poi il terzo.
L'armatura dei cavalieri era simile a quella dei Greci, mentre lo scudo di pelle di bue (di scarsa consistenza), fu abbandonato a vantaggio di quello greco (oplon), assai più solido e saldo, utile sia contro attacchi da lontano, sia contro assalti da vicino. E pure la lancia, che in tempi più antichi era sottile e fragile, quindi di scarsa utilità poiché spesso si spezzava, fu sostituita con una di tipo greco, robusta e rigida, che se la si capovolgeva, ugualmente preciso ed efficace era l'uso del puntale.
Le unità alleate di socii (ovvero le Alae, poiché erano poste alle "ali" dello schieramento) erano costituite, invece di un numero pari di fanti, ma superiori di tre volte nei cavalieri (900 per unità). Sappiamo, inoltre, sempre da Polibio, che se ai cavalieri romani erano date razioni mensili per sette medimni di orzo e due di grano (che il questore detraeva poi dallo stipendium), agli alleati (socii) invece erano dati gratuitamente un medimno ed un terzo di frumento e cinque di orzo al mese.

Schieramento in battaglia dell'esercito consolare polibiano nel III secolo a.C., con al centro le legioni e sui fianchi le Alae Sociorum (gli alleati italici), oltre alla cavalleria legionaria e alleata.

La grande capacità tattica di Annibale aveva messo in crisi l'esercito romano. Le sue manovre imprevedibili, repentine, affidate soprattutto alle ali di cavalleria cartaginese e numidica, avevano distrutto numerosi eserciti romani accorrenti, anche se superiori nel numero dei loro componenti, come era avvenuto soprattutto nella battaglia di Canne dove perirono 50.000 Romani. Questo portò ad una rielaborazione della tattica legionaria, ma soprattutto all'impiego di contingenti di cavalleria di regni alleati, come avvenne con Scipione Africano nella battaglia di Zama del 202 a.C., dove l'esercito romano (unitamente a 4.000 cavalieri alleati numidi, comandati da Massinissa) riuscì a battere in modo definitivo le forze cartaginesi di Annibale.

### Tarda età repubblicana (146-31 a.C.)

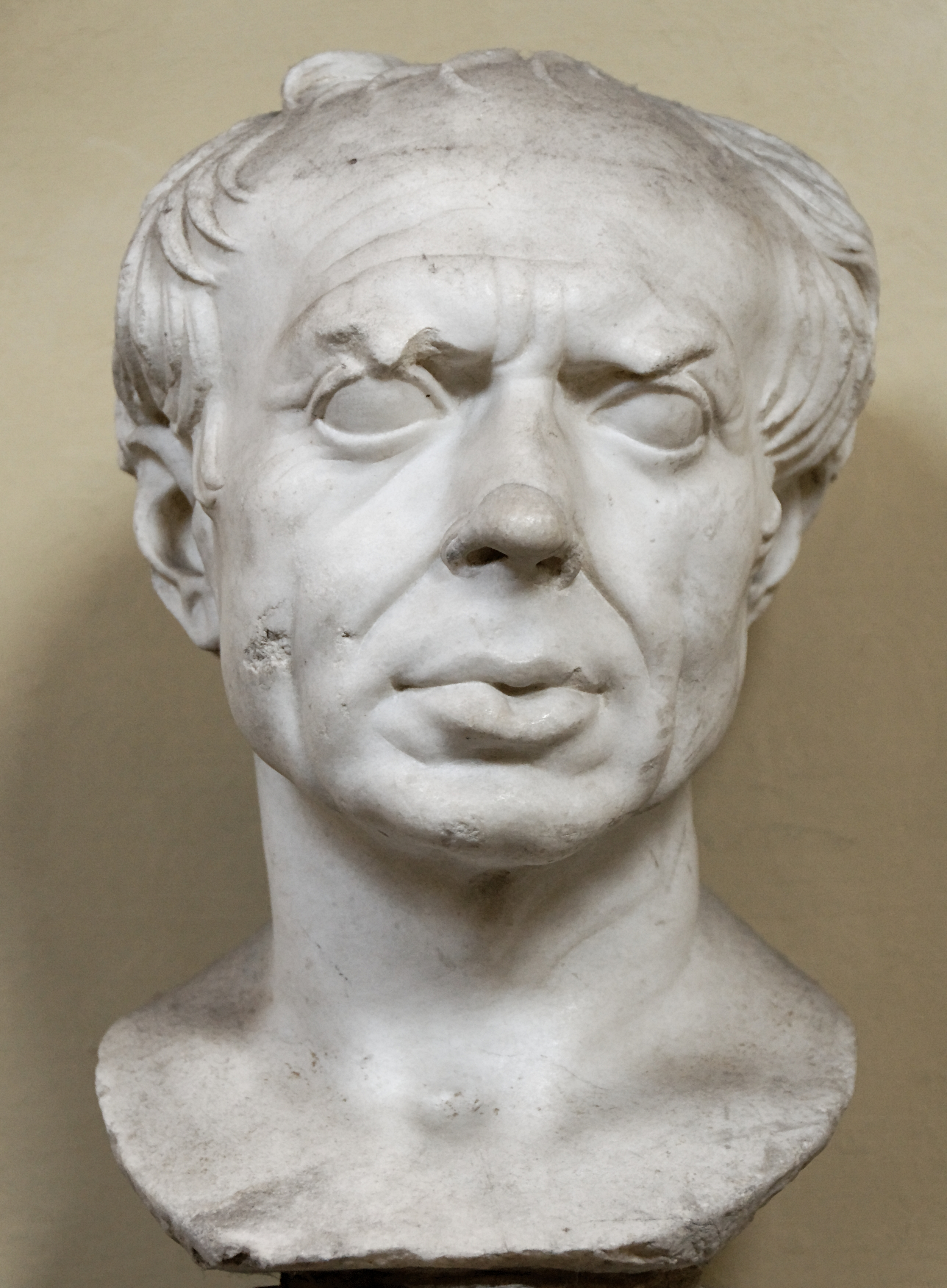
Busto in marmo di Gaio Mario.

Verso la fine del II secolo a.C. Roma si era trovata coinvolta in una guerra in Numidia dove, per la mancanza di attrattiva di qualsiasi genere, era quasi impossibile reperire nuove reclute. Da questa premessa il console di quell'anno, Gaio Mario, decise di aprire le legioni a chiunque. Era ora la Repubblica ad assumersi l'onere di equipaggiare e rifornire le truppe legionarie, permettendo a tutti, compresi i nullatenenti, di arruolarsi. Si trattava della prima forma di un esercito di professionisti dove, era abolita sia la coscrizione per censo, e forse la stessa cavalleria legionaria, sostituita con speciali corpi di truppe ausiliarie o alleate, a supporto e complemento della nuova unità legionaria.
Anche Gaio Giulio Cesare, nel corso della conquista della Gallia, apportò alcune modifiche al reparto in questione. Egli introdusse un cursus honorum per il centurionato, che si basasse sui meriti del singolo individuo, a seguito di gesti di particolare eroismo, alcuni legionari erano promossi ai primi ordines, dove al vertice si trovava il primus pilus di legione. Ma poteva anche avvenire che un primus pilus venisse promosso a tribunum militum. Il merito permetteva così, anche ai militari di umili origini, di poter accedere all'ordine Equestre. Si andava indebolendo, pertanto, la discriminazione tra ufficiali e sottufficiali, e si rafforzava lo spirito di gruppo e la professionalità delle unità.

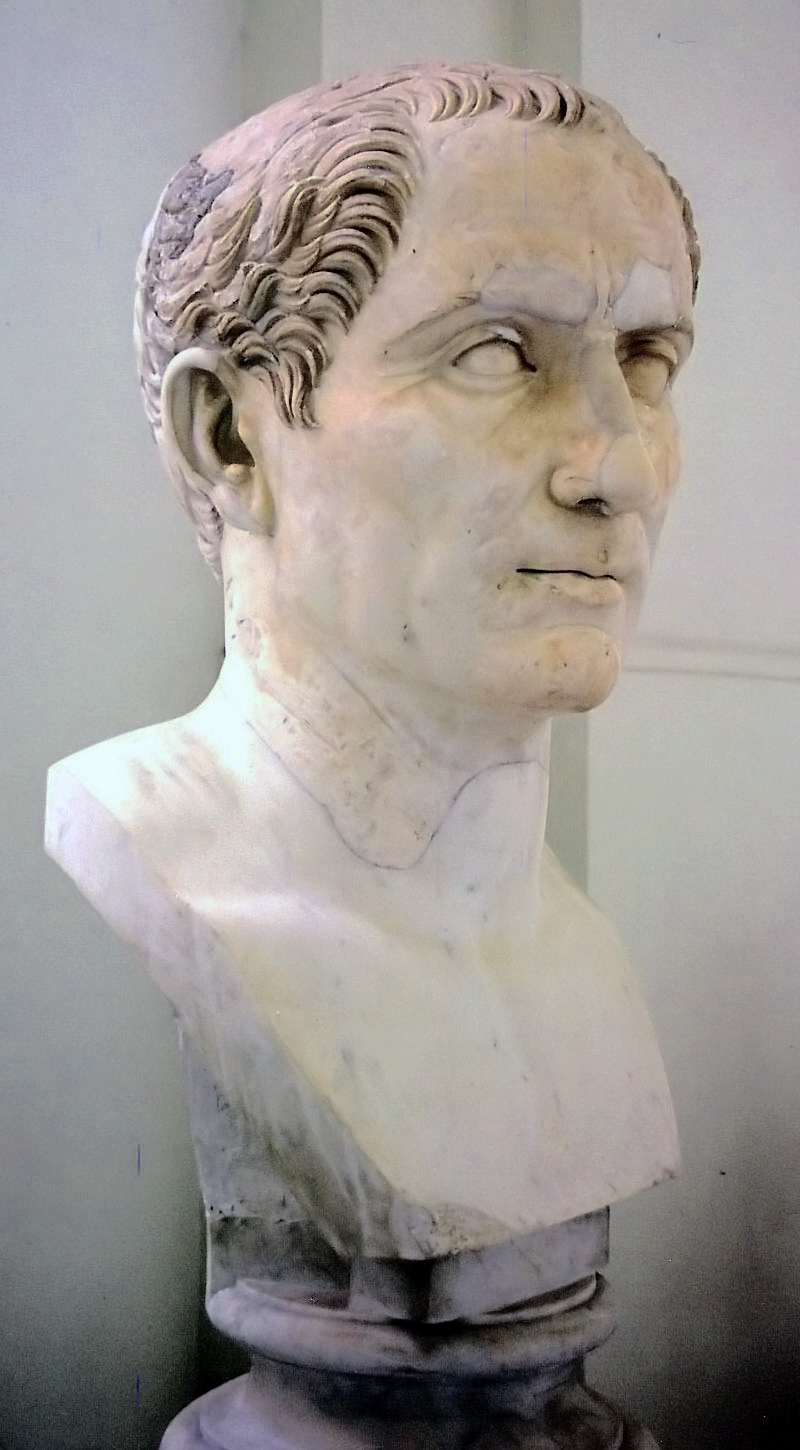
Busto in marmo di Gaio Giulio Cesare.

Il costante contatto con il mondo dei Celti e dei Germani lo indusse a rivalutare il corpo della cavalleria, tanto che ne fece un impiego crescente negli anni, reintroducendo unità di cavalleria permanente accanto alla fanteria delle legioni ed a quella ausiliaria. Reclutò tra le sue file soprattutto Galli e Germani, inquadrando queste nuove unità sotto decurioni romani, con grado pari a quello dei centurioni legionari. L'equipaggiamento dei cavalieri era costituito da un sago, una cotta di maglia in ferro, l'elmo e probabilmente uno scudo rotondo. La sella era di tipo gallico, con quattro pomi, ma senza staffe. I cavalli erano probabilmente ferrati come da tradizione gallica. Come armi da offesa portavano il gladio e il pilum, o un'asta più pesante detta contus.
Da questi accorgimenti nacque anche l'importante innovazione tattica del primo prototipo di coorti equitate, costituite da corpi di cavalleria misti a quelli di fanteria, sull'esempio del modo di combattere di molte tribù germaniche, tra cui i Sigambri. Esse furono utilizzate da Cesare con continuità a partire dall'assedio finale di Alesia. In questa unità tattica, dove a ciascun cavaliere era abbinato un uomo a piedi, si combinavano i vantaggi della cavalleria con quelli della fanteria, permettendo a queste due tipologie di armati di completarsi vicendevolmente e proteggersi in modo più efficace
Appiano di Alessandria ci racconta che durante la guerra civile romana, poco prima dello scontro decisivo di Filippi del 42 a.C., Marco Giunio Bruto disponeva di 4.000 cavalieri tra Galli e Lusitani, oltre a 2.000 traci, illirici, parti e tessali; mentre l'alleato Gaio Cassio Longino di altri 4.000 arcieri a cavallo tra Arabi, Medi e Parti.

### La riforma augustea (30 a.C.-14 d.C.)

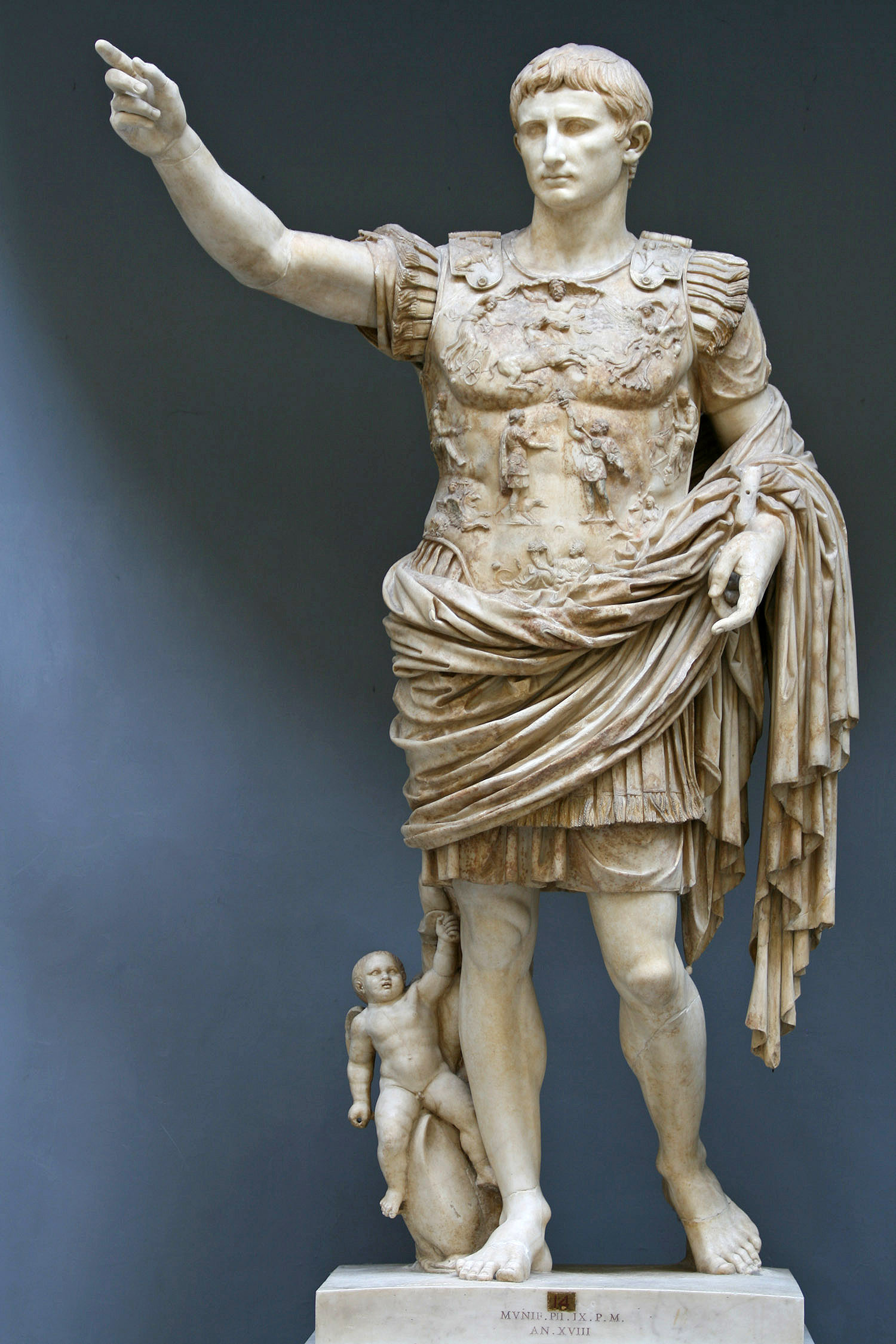
Statua di Augusto in uniforme militare (paludamentun).

La cavalleria ausiliaria (formata da provinciali e alleati, i cosiddetti peregrini) della riforma augustea costituì il degno completamento tattico e strategico alla fanteria delle legioni (formate da cittadini romani), diventando uno strumento permanente nell'intero ordinamento militare dell'esercito romano. Erano formate da unità altamente specializzate, arruolate in aree territoriali di antiche tradizioni. Si trattava di reparti di cavalleria:
- "pesante", come gli equites cataphractarii o equites clibanarii (di origine orientale o sarmata, a partire dai principati di Traiano ed Adriano; vedi sotto), dotati di una lunga e pesante lancia, chiamata contus (usata normalmente con l'ausilio di entrambe le mani, poiché a volte raggiungeva i 3,65 metri di lunghezza[49]), oltre al fatto di essere interamente rivestiti di una maglia di metallo, cavaliere e cavallo (chiamata lorica squamata, formata da "scaglie" di metallo; o lorica hamata, fatta invece da anelli del diametro di 3-9 mm[50]);
- "leggera", come quella numida o maura, dotata di un piccolo scudo rotondo (clipeus), una spatha che a volte raggiungeva i 90 cm[51] (certamente più lunga rispetto al gladio del legionario), una lancea più leggera (normalmente lunga 1,8 metri[51]) ed in alcuni casi un'armatura (lorica hamata o squamata);
- sagittaria, come gli arcieri orientali[52] o quelli Traci[53] a cavallo;
- ed infine "mista", come le coorti equitate.

In origine queste popolazioni venivano arruolate localmente lungo le frontiere perché, conoscendo bene i luoghi, potevano difenderne meglio di chiunque altro i confini. Erano inoltre affidate al comando di un re o principe cliente nativo del posto (il praefectus equitum citato dallo stesso Cesare), almeno fino alla seconda metà del I secolo, quando furono poi sottoposte ad un praefectus alae o ad un praefectus cohortis equitatae dell'ordine equestre.
Con il passare del tempo, però, furono inviate ovunque lungo i confini imperiali, pur conservando le loro caratteristiche di omogeneità etnica, per cui si equipaggiavano e combattevano secondo le loro tradizioni. Vegezio ci racconta che tutti i soldati romani, dai cavalieri ai legionari, erano comunque addestrati a montare a cavallo. L'epoca non è specificata, anche se noi ipotizziamo possa trattarsi degli inizi del periodo imperiale, quando fu reintrodotta la cavalleria legionaria:
(Vegezio, Epitoma rei militaris, I, 18.)
I soldati ausiliari prestavano servizio per 25 anni, al termine del quale ricevevano un diploma militare che ne attestava il congedo (honesta missio), oltre ad un premio (in denaro o un appezzamento di terra, quasi fosse una forma di pensione dei giorni nostri), la cittadinanza romana ed il diritto a contrarre matrimonio (conubium). La paga (stipendium) per un cavaliere di ala si aggirava attorno ai 250 denari, mentre per un cavaliere di coorte equitata attorno ai 150/200 denari.

#### Alaequingenarie

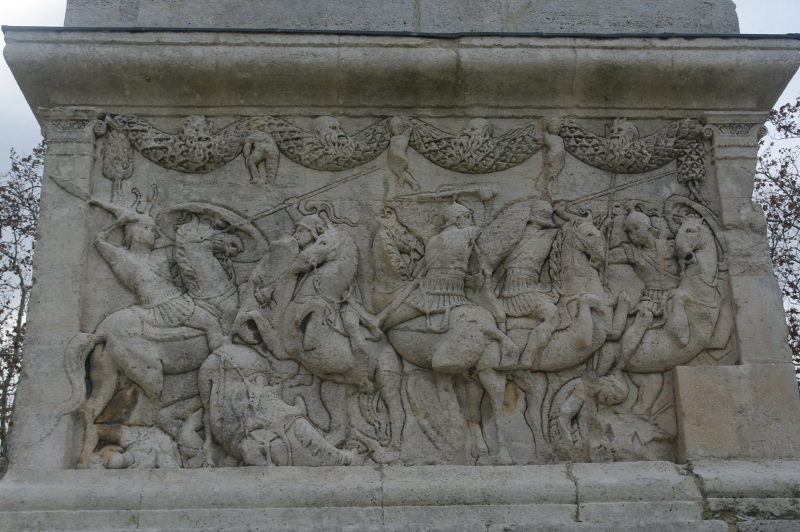
Scontro tra cavallerie, rappresentata nel mausoleo di Glanum e databile alla prima età augustea.

La cavalleria ausiliaria romana.

Le alae di cavalleria inizialmente furono solo quingenarie (composte cioè da 500 armati circa). Erano divise in 16 turmae da 32 uomini (comandate ciascuna da 16 decurioni), per un totale di 512 cavalieri. Fornivano alle legioni truppe di ricognizione e di inseguimento, oltre a costituire elemento d'urto sui fianchi dello schieramento nemico.

#### Cohors equitataequingenarie
Le coorti equitatae erano anch'esse inizialmente solo quingenarie. Di loro abbiamo notizia fin dal principato di Augusto, da un'iscrizione rinvenuta a Venafro nel Sannio. Si caratterizzavano dalle normali coorti ausiliarie per essere unità militari miste. Erano formate da 6 centurie di 80 fanti ciascuna (secondo Giuseppe Flavio da 6 centurie di 100 fanti) e 4 turmae di cavalleria di 32 cavalieri ciascuna, per un totale di 480 fanti e 120 cavalieri. L'origine, come abbiamo visto sopra, risalirebbe al tipico modo di combattere dei Germani, descritto da Cesare nel suo De bello Gallico.

#### Cavalleria legionaria
La cavalleria legionaria, abolita nell'epoca di Gaio Mario, fu reintrodotta in modo definitivo da Augusto. Si trattava però di una forza alquanto ridotta, composta di soli 120 cavalieri (comandati da centurioni, non da decurioni; dotati di uno scudo più piccolo e rotondo, detto parma o clipeus), come ci racconta Giuseppe Flavio, al tempo della prima guerra giudaica. Potrebbe essere stata, infine, abolita da Traiano.
Venne ripristinata nel III secolo e notevolmente rafforzata sotto Gallieno.

#### Riforma delcursus honorumdell'ordine equestre
Augusto volle distinguere prima di tutto le carriere superiori dalle inferiori. Egli dettò dei parametri d'avanzamento che comunque, in particolare per l'ordine equestre, videro la loro completa definizione a partire da Claudio, se non dai Flavi. In particolare per le carriere militari, Augusto riorganizzò il cursus honorum del: prefetto di coorte, tribuno angusticlavio di legione, compreso il triplo tribunato a Roma per il Prefetto dei vigili, il Prefetto urbano, il Prefetto del Pretorio e il prefetto d'ala.

### Alto impero: I e II secolo
Nuove importanti modifiche e formazioni furono aggiunte a partire dai Flavi:
- sotto la dinastia dei Flavi, furono introdotte per prime le unità ausiliarie milliariae, ovvero composte da circa 1.000 armati[61][72] (create ex novo oppure incrementandone gli armati da una preesistente quingenaria[61]) in tutte le sue tipologie: dalle cohortes peditatae, a quelle equitatae fino alle alae di cavalleria (quest'ultima considerata l'élite dell'esercito romano[61]). Le alae milliariae erano formate, a differenza di quelle quingenariae da 24 turmae[59] sempre da 32 uomini[73] per un totale di 768 cavalieri. Il comandante di un'ala, che in origine era un principe nativo appartenente alla tribù dell'unità ausiliaria, era stato sostituito con un praefectus alae dell'ordine Equestre, che poteva restare in carica per un periodo di 3 o 4 anni, al termine del quale poteva accedere all'ordine senatoriale.[73] La paga (stipendium) fu invece aumentata di un quarto, portando così il compenso annuo a 333 denari per un cavaliere d'ala e a 200/266 denari per un cavaliere di cohors equitata.[58][74]
- durante le guerre di conquista di Traiano, fu introdotto l'uso del contus[75] (lunga lancia da "carica", che misurava fino a 3,65 metri di lunghezza) per la cavalleria, oltre ad un primo reparto di cavalieri su dromedari[76][77] ed un contingente di Daci.
- Adriano (117-138), istituì i cosiddetti numeri, che erano reparti ausiliari di entità numerica assai variabile (di fanti o di cavalieri[78]), i quali conservavano le proprie caratteristiche etniche (anche oltre i confini imperiali) e spesso svolgevano compiti specifici.[79] Fu, inoltre, il primo a rendere operativa un'ala di cavalieri catafrattari (muniti di contus, ovvero di una pesante e lunga lancia; ricoperti da una pesante maglia di metallo, compresi i loro cavalli), l'Ala I Gallorum et Pannoniorum catafractaria, formata da cavalieri sarmati Roxolani[80] che erano stati sistemati in Gallia e Pannonia dopo le guerre condotte contro di loro nel periodo 107-118.[49][81]
- Fu Marco Aurelio ad introdurre nuovi reparti di cavalleria sarmatica (questa volta degli Iazigi) durante le guerre marcomanniche (nel 175[82]).
- Settimio Severo (193-211) fece un utilizzo sempre più frequente ad unità ausiliarie di arcieri e di cavalieri, soprattutto corazzati come i catafrattari (chiamati clibanarii a partire dal regno di Costanzo II[83]), reclutati prevalentemente in Oriente.[84]

#### Nuove unitaquingenariaeemilliariae
La tabella qui sotto riporta la consistenza numerica e la gerarchia interna alle principali unità ausiliarie nel II secolo, compresa quella relative alle unità di cavalleria o mista di fanti e cavalieri.
| Tipologia di unità ausiliarie | servizio              | comandante                    | subordinato                         | N. di sotto-unità     | Forza della sotto-unità | Forza dell'Unità                                  |
| ----------------------------- | --------------------- | ----------------------------- | ----------------------------------- | --------------------- | ----------------------- | ------------------------------------------------- |
| Ala quingenaria               | cavalleria            | praefectus alae               | decurione                           | 16 turmae             | 30 (32)                 | 480 (512)                                         |
| Ala milliaria                 | cavalleria            | praefectus alae               | decurione                           | 24 turmae             | 30 (32)                 | 720 (768)                                         |
| Cohors quingenaria            | fanteria              | praefectus cohortis           | centurione                          | 6 centuriae           | 80                      | 480                                               |
| Cohors milliaria              | fanteria              | tribunus militum              | centurione                          | 10 centuriae          | 80                      | 800                                               |
| Cohors equitata quingenaria   | fanteria e cavalleria | praefectus cohortis equitatae | centurione (fanti) decurione (cav)  | 6 centuriae 4 turmae  | 80 30                   | 600 (480 fanti/120 cav.) 720 (600 fanti/120 cav.) |
| Cohors equitata milliaria     | fanteria e cavalleria | tribunus militum              | centurione (fanti) decurione (cav.) | 10 centuriae 8 turmae | 80 30                   | 1.040 (800 fanti/240 cav.)                        |

#### Disposizione degliauxilialungo i confini imperiali nel II secolo
Ci sono alcune discrepanze su due recenti analisi delle truppe ausiliarie dell'esercito romano, tra Spaul (2000) e Holder (2003), sul numero complessivo di unità presenti lungo il limes romano attorno alla metà del II secolo come segue:
| Autore              | N. Alae | N. Cohortes | N. totale unità | Totale cavalieri | Totale fanti | Totale effettivi |
| ------------------- | ------- | ----------- | --------------- | ---------------- | ------------ | ---------------- |
| J. Spaul (2000)     | 80      | 247         | 327             | 56,160           | 124,640      | 180,800          |
| P. A. Holder (2003) | 88      | 279         | 367             | 74,624           | 143,200      | 217,624          |

NOTE: Le forze in campo escludono gli ufficiali (centurioni e decurioni), che rappresentano una forza di circa 3.500 uomini in totale.
La differenza di 40 unità e circa 40.000 effettivi è dovuta principalmente a:
1. Spaul interpreta alcune unità aventi lo stesso nome e numero, seppure attestate in province differenti nello stesso periodo, come la medesima unità, in un atteggiamento estremamente cauto ed ipotizzando si spostino con una certa frequenza; al contrario Holder le considera unità totalmente differenti e quindi sommabili nel computo complessivo.
2. Spaul accetta come coorti equitate solo quelle esplicitamente citate, in un numero complessivo inferiore rispetto a Holder.[92]

#### Equites singulares
Gli Equites singulares Augusti (letteralmente cavalleria personale dell'imperatore) erano un corpo militare composto inizialmente da 500 cavalieri che costituivano la scorta dell'imperatore e ne e garantivano la sua sicurezza durante le campagne militari, e facevano parte della guardia pretoriana. Il corpo, istituito al tempo della dinastia flavia e successivamente rafforzato da Traiano, fu sciolto da Costantino I dopo la battaglia di Ponte Milvio contro Massenzio, in quanto gli Equites singulares si erano schierati al fianco di Massenzio.
Erano organizzati in alae di cavalleria, con ciascuna ala divisa in 16 turmae da 32 uomini, 16 decurioni, un decurione princeps, e comandate da un praepositus consularis per un totale di 512 cavalieri. Il loro numero potrebbe essere stato raddoppiato a 1.000 uomini sotto Diocleziano.
Per poter diventare equites singulares occorreva aver maturato un'esperienza di almeno cinque anni negli altri reparti dell'esercito, il servizio durava complessivamente venticinque anni, mentre sembra non abbiano ricevuto alcuna paga extra rispetto alle alae ci cavalleria. Gli equites singulares erano reclutati solitamente tra le alae ausiliarie, mentre l'etnia prevalente era dapprima germanica, successivamente a partire da Settimio Severo, in maggioranza fu composta da Pannoni, Daci e Traci. Con il reclutamento i soldati ottenevano automaticamente la cittadinanza romana con tutti i relativi benefici che questa comportava e questo sta ad indicare la volontà dell'imperatore di avvalersi di una forza d'élite efficace e fidata.

### Il terzo secolo
A partire dal principato di Massimino il Trace aumentò ulteriormente l'importanza della cavalleria di origine germanica e catafratta di origine sarmata, arruolata dopo aver battuto queste popolazioni durante le guerre del 235-238. L'importanza della cavalleria andava così delineandosi a partire da questo imperatore, ancor prima della vera e propria riforma operata da Gallieno. La preminenza della cavalleria se da un lato andava ad accentuare il carattere di maggior mobilità e "riserva strategica" del nuovo esercito romano nel suo complesso, dall'altra riduceva le sue caratteristiche di esercito di "confine o sbarramento" che ne aveva caratterizzato il periodo precedente fin dai temi di Adriano.

#### La riforma di Gallieno

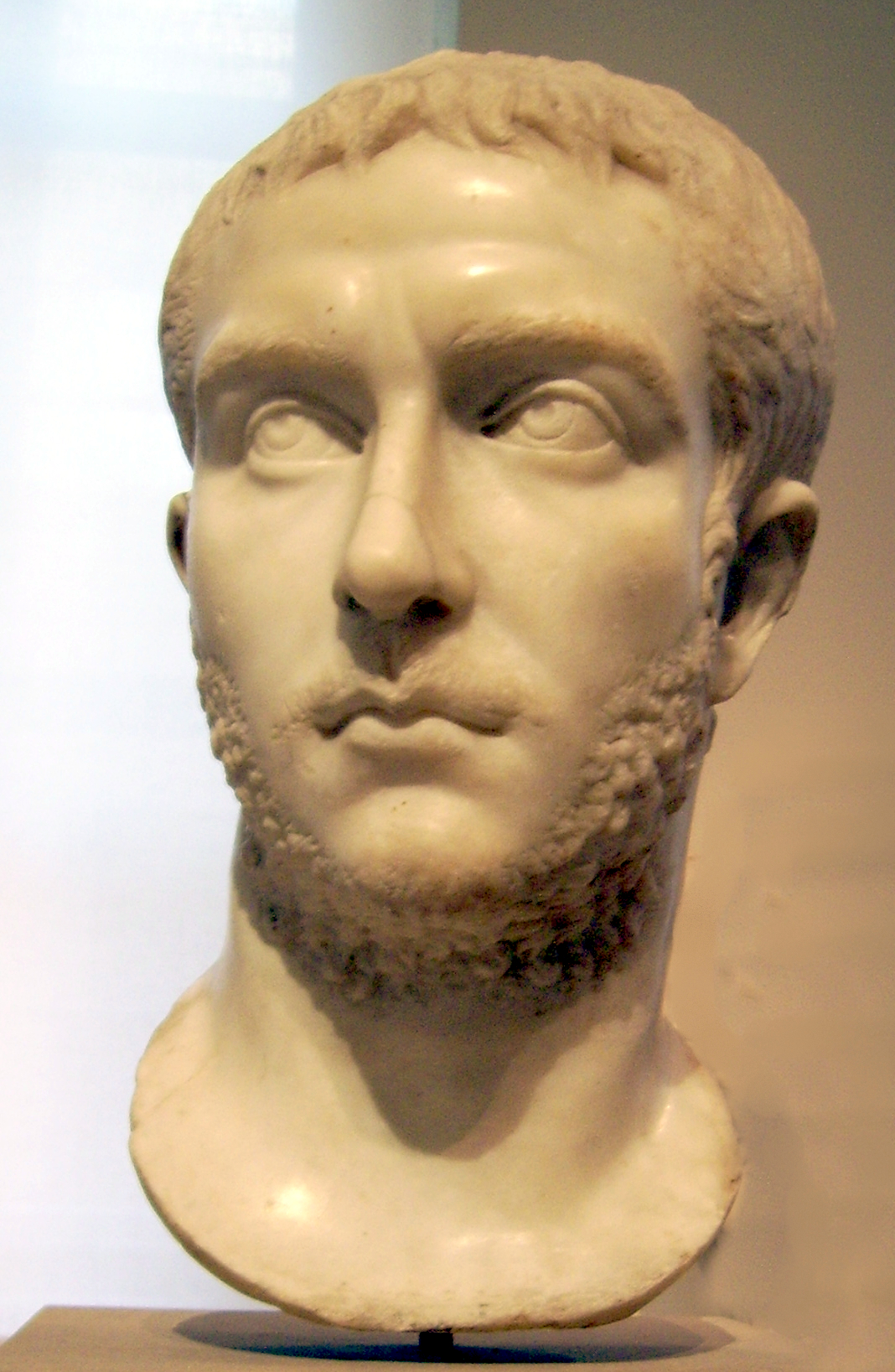
Busto dell'imperatore Gallieno (253-268).

L'imperatore Gallieno (253-268), resosi conto dell'impossibilità di proteggere contemporaneamente tutte le province dell'impero, solo con una frontiera lineare, sviluppò una pratica che era iniziata verso la fine del II secolo sotto Settimio Severo (con il posizionamento di una legione, la legio II Parthica, a pochi chilometri da Roma), ovvero una riserva strategica di soldati ben addestrati pronti ad intervenire dove serviva nel minor tempo possibile. In accordo con queste considerazioni, Gallieno attorno agli anni 264-268 o forse poco prima,, costituì questa riserva strategica centrale (che sarà alla base della futura riforma dell'esercito di Diocleziano), formata prevalentemente da unità di cavalleria pesante dotate di armatura (i cosiddetti promoti, tra cui spiccavano gli equites Dalmatae, gli equites Mauri et Osroeni), poiché questi percorrevano distanze maggiori in minor tempo della fanteria legionaria o ausiliarie. Ed ogni volta che i barbari sfondavano il limes e s'inoltravano nelle province interne, la "riserva strategica" interveniva con forza dirompente. La base principale scelta da Gallieno per la nuova armata, fu posta a Milano, punto strategico equidistante da Roma e dalle vicine frontiere settentrionali di Rezia e Norico. Si trattava di un'iniziativa resasi necessaria dalla perdita degli Agri decumates tra il Reno ed il Danubio, che aveva portato i vicini Germani a trovarsi più vicini alla penisola italica, centro del potere imperiale.
I generali che comandavano questa forza, quindi, avevano nelle loro mani un potere incredibile e non è un caso che futuri augusti o usurpatori della porpora imperiale, come Aureolo o Aureliano, abbiano ricoperto questo incarico prima di diventare imperatori. Una predisposizione per la cavalleria dunque, che riguardava non solo le forze ausiliarie ed i numeri ma anche le legioni, dove il numero di cavalieri passò da 120 a 726 per legione. Sembra infatti che Gallieno abbia aumentato il contingente di cavalleria interno alla legione stessa, portandolo da soli 120 cavalieri a 726, dove la prima coorte era composta da 132 cavalieri, mentre le altre nove di 66 ciascuna. Questo incremento fu dovuto proprio alla necessità di avere un esercito sempre più "mobile".

#### Icuneiocunei equitum
Sembra che questo genere di unità di cavalleria fu costituita nel corso del III secolo. Era in sostanza similare ai numeri, quindi con marcate connotazioni etniche, ma a differenza di questi ultimi, sembra si differenziasse proprio per la caratteristica di utilizzare solo reparti di truppe montate a cavallo.

### Il tardo impero
La vera riforma militare operata da Diocleziano fu quella di nominare, come suo vice (in qualità prima di cesare e poi di co-augusto), un valente ufficiale di nome Marco Aurelio Valerio Massimiano (285-286), formando così una diarchia in cui i due imperatori si dividevano su base geografica il governo dell'impero e la responsabilità della difesa delle frontiere e della lotta contro gli usurpatori. Tale sistema, concepito da un soldato come Diocleziano, non poteva che essere estremamente gerarchizzato.
Data la crescente difficoltà a contenere le numerose rivolte all'interno dell'impero, nel 293 si procedette a un'ulteriore divisione funzionale e territoriale, al fine di facilitare le operazioni militari: Diocleziano nominò come suo cesare per l'oriente Galerio e Massimiano fece lo stesso con Costanzo Cloro per l'occidente. Nell'ambito della cavalleria ci furono poi importanti riforme collegate a questa nuova divisione dei territori imperiali, operate anche dal suo successore Costantino I.

#### Vexillationesdi cavalleria

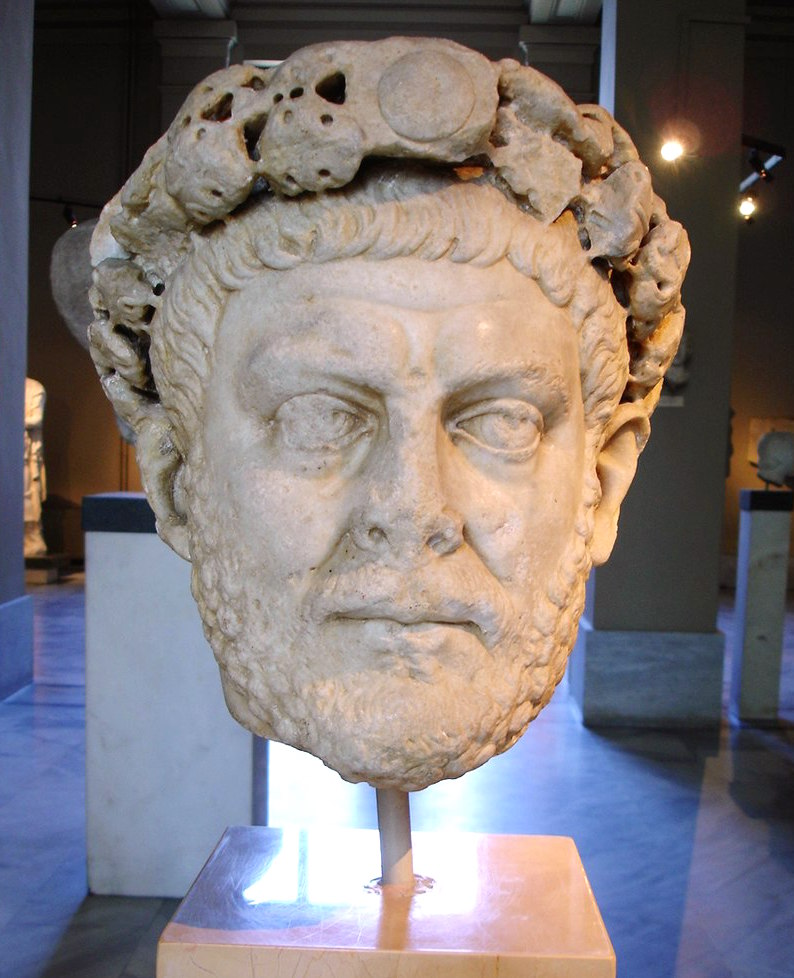
Statua di Diocleziano da Costantinopoli.

Diocleziano riorganizzò l'esercito, uscito dalla grande crisi del III secolo, comprendendo quale importanza ora rivestissero le forze di cavalleria. Egli, infatti, trasformò la "riserva strategica mobile" introdotta da Gallieno (di sola cavalleria) in un vero e proprio "esercito mobile" detto comitatus, nettamente distinto da un "esercito di confine". Qui nel comitatus, costituito da due vexillationes di cavalleria (tra Promoti e Comites), e tre legiones (Herculiani, Ioviani e Lanciarii), ebbero ancora grande importanza le forze di cavalleria (vexillationes), che, ricordiamo, al tempo di Gallieno ne costituirono l'intera "riserva strategica mobile".
Costantino completò la riforma militare di Diocleziano, suddividendo l'"esercito mobile" in "centrale" (unità palatinae) e "periferico" (unità comitatenses). In genere le unità palatinae costituivano l'esercito dedicato ad una intera Prefettura del Pretorio, mentre le unità comitatenses costituivano l'esercito dedicato ad una singola Diocesi nell'ambito della Prefettura.

#### Lescholae

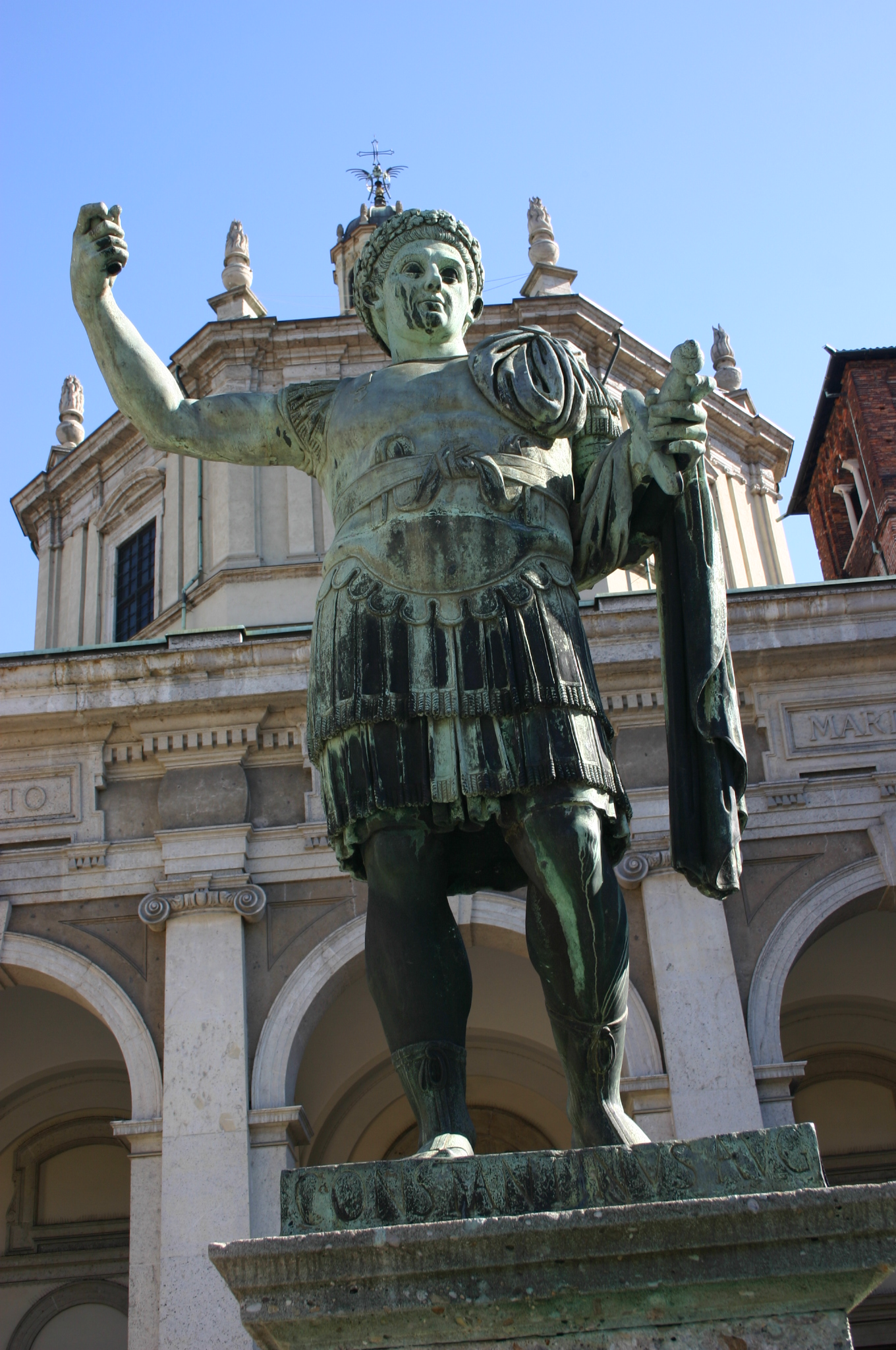
Statua di Costantino I a Milano (Mediolanum).

La Schola Palatina era una unità di cavalleria d'élite dell'esercito del tardo Impero romano, al diretto comando dell'imperatore, di cui costituivano la guardia. Le scholae palatinae furono istituite all'inizio del IV secolo, per opera di Diocleziano o di Costantino I, il quale sciolse l'antica guardia imperiale dei Pretoriani. Le scholae furono poi divise tra l'Impero romano d'Occidente e d'Oriente: le prime, in quanto guardia imperiale, furono sciolte da Teodorico il Grande (continuarono ad esistere, forse come guardie cittadine di Ravenna, fino al VI-VII secolo), le seconde sopravvissero fino al tardo XI secolo, quando scomparvero durante il regno di Alessio I Comneno.
Ogni schola era una unità di cavalleria, composta, all'epoca di Giustiniano I (VI secolo), da 500 cavalieri, reclutati soprattutto tra le tribù germaniche: Franchi e Alamanni nella parte occidentale dell'impero e Goti in quella orientale.
Ogni schola era comandata da un tribuno, poi successivamente al V secolo da un comes scholarorum, che aveva sotto il suo diretto commando un certo numero di ufficiali anziani detti domestici o protectores. Se all'inizio de IV secolo erano elencate tre unità, nel V secolo la Notitia dignitatum elenca sette scholae nella parte orientale dell'Impero e cinque in quella occidentale.

#### I cavalieri catafratti
E se si ricordano solo poche unità di Cataphractarii nell'esercito del Principato (fino al 284), furono invece assai più numerose quelle nel tardo Impero romano, soprattutto in Oriente. Se ne registrano ben 19 unità secondo la Notitia Dignitatum, una delle quali era una schola, reggimento di guardie a cavallo imperiale. Tutte queste unità, tranne due, appartenne al Comitatus, con una minoranza tra i Comitatensi palatini, mentre ci fu solo un'unità militare di arcieri catafratti.
| Forze militari            | Quartier generale | Nome dell'unità (* = élite palatini grado) | N. delle unità | N. degli effettivi** |
| ------------------------- | ----------------- | --- | -------------- | -------------------- |
|                           | Bisanzio          | Schola scutariorum clibanariorum* | 1              | 500                  |
| COMITATUS PRAESENTALIS I  | Nicea             | Comites clibanarii* Equites cataphractarii Biturigenses Equites I clibanarii Parthi                                                             | 3              | 1,500                |
| COMITATUS PRAESENTALIS II | Adrianopoli       | Equites Persae clibanarii* Equites cataphractarii Equites cataphractarii Ambianenses Equites II clibanarii Parthi                               | 4              | 2,000                |
| COMITATUS ORIENTIS        | Antiochia         | Comites cataphractarii Bucellarii iuniores Equites promoti clibanarii Equites IV clibanarii Parthi Cuneus equitum II clibanariorum Palmirenorum | 4              | 1,750                |
| COMITATUS THRACIAE        | Marcianopoli      | Equites cataphractarii Albigenses | 1              | 500                  |
| LIMES THEBAIDOS           | Thebes            | Ala I Iovia cataphractaria | 1              | 250                  |
| LIMES SCYTHAE             |                   | Cuneus equitum cataphractariorum | 1              | 250                  |
| TOTALE ORIENTE            |                   | | 15             | 6,750                |
|                           |                   | |                |                      |
| COMITATUS PRAESENTALIS    | Milano            | Comites Alani* Equites sagitarii clibanarii | 2              | 1,000                |
| COMITATUS AFRICAE         | Cartagine         | Equites clibanarii | 1              | 500                  |
| COMITATUS BRITANNIARUM    | Londra            | Equites cataphractarii iuniores | 1              | 500                  |
| TOTALE OCCIDENTE          |                   | | 4              | 2,000                |

** Ipotizzando 500 armati effettivi in un'unità del comitatus, e 250 per i limitanei